# West-Duitsland op het wereldkampioenschap voetbal 1982
West-Duitsland was een van de 24 deelnemende landen aan het wereldkampioenschap voetbal 1982 dat in Spanje werd gehouden. Het land nam voor de achtste keer in de geschiedenis deel aan de WK-eindronde als West-Duitsland. De laatste keer was in 1978, toen de ploeg strandde in de tweede ronde, onder meer na een 3-2 nederlaag tegen buurland Oostenrijk.

## WK-kwalificatie
West-Duitsland plaatste zich in kwalificatiegroep 1 van de UEFA-zone door soeverein als eerste te eindigen, met de maximale score: zestien punten uit acht kwalificatieduels en een indrukwekkend doelsaldo van plus dertig. Oostenrijk eindigde als tweede en plaatste zich eveneens voor de WK-eindronde.

|                                 |                     |       |                                                                      |                                                                                          |
| 3 december 1980 WK-kwalificatie | Bulgarije           | 1 – 3 | West-Duitsland                                                       | Vasil Levski Stadion, Sofia Toeschouwers: 60.000 Scheidsrechter: Riccardo Lattanzi (ITA) |
| 3 december 1980 WK-kwalificatie | Tzvetan Yonchev 66' |       | 14' Manfred Kaltz 36' (pen.) Manfred Kaltz 54' Karl-Heinz Rummenigge | Vasil Levski Stadion, Sofia Toeschouwers: 60.000 Scheidsrechter: Riccardo Lattanzi (ITA) |

|                              |         |                                      |                |                                                                                     |
| 1 april 1981 WK-kwalificatie | Albanië | 0 – 2                                | West-Duitsland | Qemal Stafastadion, Tirana Toeschouwers: 30.000 Scheidsrechter: Antonín Vencl (TCH) |
| 1 april 1981 WK-kwalificatie |         | 9' Bernd Schuster 71' Bernd Schuster |                | Qemal Stafastadion, Tirana Toeschouwers: 30.000 Scheidsrechter: Antonín Vencl (TCH) |

|                                         |                                           |       |            |                                                                                     |
| 29 april 1981 WK-kwalificatie 20:15 uur | West-Duitsland                            | 2 – 0 | Oostenrijk | Volksparkstadion, Hamburg Toeschouwers: 62.000 Scheidsrechter: Charles Corver (NED) |
| 29 april 1981 WK-kwalificatie 20:15 uur | Bernd Krauss 30' (e.d.) Klaus Fischer 36' |       |            | Volksparkstadion, Hamburg Toeschouwers: 62.000 Scheidsrechter: Charles Corver (NED) |

|                             |         |                                                                              |                |                                                                                      |
| 24 mei 1981 WK-kwalificatie | Finland | 0 – 4                                                                        | West-Duitsland | Keskusurheilukenttä, Lahti Toeschouwers: 10.030 Scheidsrechter: John Carpenter (IRL) |
| 24 mei 1981 WK-kwalificatie |         | 26' Hans-Peter Briegel 37' Klaus Fischer 40' Manfred Kaltz 80' Klaus Fischer |                | Keskusurheilukenttä, Lahti Toeschouwers: 10.030 Scheidsrechter: John Carpenter (IRL) |

|                                   | |       |                   |                                                                                |
| 23 september 1981 WK-kwalificatie | West-Duitsland | 7 – 1 | Finland           | Ruhr Stadion, Bochum Toeschouwers: 46.000 Scheidsrechter: Norbert Rolles (LUX) |
| 23 september 1981 WK-kwalificatie | Klaus Fischer 11' Karl-Heinz Rummenigge 42' Paul Breitner 54' Karl-Heinz Rummenigge 60' Paul Breitner 67' Karl-Heinz Rummenigge 72' Wolfgang Dremmler 83' |       | 41' Hannu Turunen | Ruhr Stadion, Bochum Toeschouwers: 46.000 Scheidsrechter: Norbert Rolles (LUX) |

|                                           |                      |       |                                                              |                                                                                |
| 14 oktober 1981 WK-kwalificatie 19:00 uur | Oostenrijk           | 1 – 3 | West-Duitsland                                               | Prater Stadion, Wenen Toeschouwers: 72.000 Scheidsrechter: Alexis Ponnet (BEL) |
| 14 oktober 1981 WK-kwalificatie 19:00 uur | Walter Schachner 15' |       | 17' Pierre Littbarski 20' Felix Magath 77' Pierre Littbarski | Prater Stadion, Wenen Toeschouwers: 72.000 Scheidsrechter: Alexis Ponnet (BEL) |

|                                  | |       |         |                                                                                         |
| 18 november 1981 WK-kwalificatie | West-Duitsland | 8 – 0 | Albanië | Westfalenstadion, Dortmund Toeschouwers: 40.000 Scheidsrechter: Reidar Bjørnestad (NOR) |
| 18 november 1981 WK-kwalificatie | Karl-Heinz Rummenigge 5' Karl-Heinz Rummenigge 19' Klaus Fischer 32' Manfred Kaltz 36' Karl-Heinz Rummenigge 43' Pierre Littbarski 52' Paul Breitner 68' (pen.) Klaus Fischer 72' |       |         | Westfalenstadion, Dortmund Toeschouwers: 40.000 Scheidsrechter: Reidar Bjørnestad (NOR) |

|                                  |                                                                                               |       |           |                                                                                      |
| 22 november 1981 WK-kwalificatie | West-Duitsland                                                                                | 4 – 0 | Bulgarije | Rheinstadion, Düsseldorf Toeschouwers: 55.000 Scheidsrechter: Erik Fredriksson (SWE) |
| 22 november 1981 WK-kwalificatie | Klaus Fischer 4' Karl-Heinz Rummenigge 49' Manfred Kaltz 62' (pen.) Karl-Heinz Rummenigge 83' |       |           | Rheinstadion, Düsseldorf Toeschouwers: 55.000 Scheidsrechter: Erik Fredriksson (SWE) |

### Eindstand
| # | Team           | Pnt | Wed | W | G | V | DV | DT | DS  |
| - | -------------- | --- | --- | - | - | - | -- | -- | --- |
| 1 | West-Duitsland | 16  | 8   | 8 | 0 | 0 | 33 | 3  | +30 |
| 2 | Oostenrijk     | 11  | 8   | 5 | 1 | 2 | 16 | 6  | +10 |
| 3 | Bulgarije      | 9   | 8   | 4 | 1 | 3 | 11 | 10 | +1  |
| 4 | Albanië        | 2   | 8   | 1 | 0 | 7 | 4  | 22 | −18 |
| 5 | Finland        | 2   | 8   | 1 | 0 | 7 | 4  | 27 | −23 |

## Oefeninterlands
West-Duitsland speelde vijf oefeninterlands in de aanloop naar het WK voetbal in Spanje.

|                                    |                                                                |       |                     |                                                                                         |
| 17 februari 1982 Vriendschappelijk | West-Duitsland                                                 | 3 – 1 | Portugal            | Niedersachsenstadion, Hannover Toeschouwers: 50.000 Scheidsrechter: Alexis Ponnet (BEL) |
| 17 februari 1982 Vriendschappelijk | Klaus Fischer 24' Norton de Matos 27' (e.d.) Klaus Fischer 51' |       | 44' Humberto Coelho | Niedersachsenstadion, Hannover Toeschouwers: 50.000 Scheidsrechter: Alexis Ponnet (BEL) |

|                                 |            |       |                |                                                                                            |
| 21 maart 1982 Vriendschappelijk | Brazilië   | 1 – 0 | West-Duitsland | Maracanã, Rio de Janeiro Toeschouwers: 115.000 Scheidsrechter: Augusto Lamo Castillo (ESP) |
| 21 maart 1982 Vriendschappelijk | Júnior 83' |       |                | Maracanã, Rio de Janeiro Toeschouwers: 115.000 Scheidsrechter: Augusto Lamo Castillo (ESP) |

|                                 |                      |       |                       | |
| 24 maart 1982 Vriendschappelijk | Argentinië           | 1 – 1 | West-Duitsland        | Estadio Monumental, Buenos Aires Toeschouwers: 69.000 Scheidsrechter: José Luis Martínez Bazán (URU) |
| 24 maart 1982 Vriendschappelijk | Gabriel Calderón 67' |       | 33' Wolfgang Dremmler | Estadio Monumental, Buenos Aires Toeschouwers: 69.000 Scheidsrechter: José Luis Martínez Bazán (URU) |

|                                 |                                                |       |                      |                                                                                       |
| 14 april 1982 Vriendschappelijk | West-Duitsland                                 | 2 – 1 | Tsjecho-Slowakije    | Müngersdorfer Stadion, Keulen Toeschouwers: 57.000 Scheidsrechter: Joël Quiniou (FRA) |
| 14 april 1982 Vriendschappelijk | Pierre Littbarski 22' Paul Breitner 88' (pen.) |       | 68' Přemysl Bičovský | Müngersdorfer Stadion, Keulen Toeschouwers: 57.000 Scheidsrechter: Joël Quiniou (FRA) |

|                               |                                            |       |                                                                                                |                                                                                   |
| 12 mei 1982 Vriendschappelijk | Noorwegen                                  | 2 – 4 | West-Duitsland                                                                                 | Ullevaal Stadion, Oslo Toeschouwers: 20.097 Scheidsrechter: Kjell Johansson (SWE) |
| 12 mei 1982 Vriendschappelijk | Arne Larsen Økland 17' Roger Albertsen 80' |       | 5' Karl-Heinz Rummenigge 34' Pierre Littbarski 43' Pierre Littbarski 84' Karl-Heinz Rummenigge | Ullevaal Stadion, Oslo Toeschouwers: 20.097 Scheidsrechter: Kjell Johansson (SWE) |

## Selectie
data corresponderend met situatie voorafgaand aan toernooi
| Nummer / Naam      | Nummer / Naam         | Geboortedatum | Caps | Goals | Club                     | Duels | Goal | Kreeg geel | Kreeg voor de tweede keer geel en dus rood | Weggestuurd |
| Doel               | Doel                  | Doel          | Doel | Doel  | Doel                     | Doel  | Doel | Doel       | Doel                                       | Doel        |
| ------------------ | --------------------- | ------------- | ---- | ----- | ------------------------ | ----- | ---- | ---------- | ------------------------------------------ | ----------- |
| 1                  | Harald Schumacher     | 06/03/1954    | 25   | 0     | 1. FC Köln               | 7     | 0    | 0          | 0                                          | 0           |
| 21                 | Bernd Franke          | 12/06/1948    | 7    | 0     | Eintracht Braunschweig   | 0     | 0    | 0          | 0                                          | 0           |
| 22                 | Eike Immel            | 27/11/1960    | 4    | 0     | Borussia Dortmund        | 0     | 0    | 0          | 0                                          | 0           |
| Verdediging        |                       |               |      |       |                          |       |      |            |                                            |             |
| 2                  | Hans-Peter Briegel    | 11/10/1955    | 27   | 2     | 1. FC Kaiserslautern     | 7     | 0    | 1          | 0                                          | 0           |
| 4                  | Karlheinz Förster     | 25/07/1958    | 35   | 1     | VfB Stuttgart            | 7     | 0    | 0          | 0                                          | 0           |
| 5                  | Bernd Förster         | 03/05/1956    | 15   | 0     | VfB Stuttgart            | 4     | 0    | 1          | 0                                          | 0           |
| 12                 | Wilfried Hannes       | 17/05/1957    | 7    | 0     | Borussia Mönchengladbach | 0     | 0    | 0          | 0                                          | 0           |
| 15                 | Uli Stielike          | 15/11/1954    | 23   | 0     | Real Madrid              | 7     | 0    | 2          | 0                                          | 0           |
| 19                 | Holger Hieronymus     | 22/02/1959    | 3    | 0     | Hamburger SV             | 0     | 0    | 0          | 0                                          | 0           |
| 20                 | Manfred Kaltz         | 06/01/1953    | 59   | 7     | Hamburger SV             | 7     | 0    | 0          | 0                                          | 0           |
| Middenveld         |                       |               |      |       |                          |       |      |            |                                            |             |
| 3                  | Paul Breitner         | 05/09/1951    | 41   | 9     | Bayern München           | 7     | 1    | 0          | 0                                          | 0           |
| 6                  | Wolfgang Dremmler     | 12/07/1954    | 11   | 2     | Bayern München           | 7     | 0    | 1          | 0                                          | 0           |
| 7                  | Pierre Littbarski     | 16/04/1960    | 7    | 6     | 1. FC Köln               | 7     | 2    | 1          | 0                                          | 0           |
| 10                 | Hansi Müller          | 27/07/1957    | 34   | 5     | VfB Stuttgart            | 2     | 0    | 0          | 0                                          | 0           |
| 14                 | Felix Magath          | 26/07/1953    | 20   | 2     | Hamburger SV             | 4     | 0    | 0          | 0                                          | 0           |
| 17                 | Stephan Engels        | 06/09/1960    | 3    | 0     | 1. FC Köln               | 0     | 0    | 0          | 0                                          | 0           |
| 18                 | Lothar Matthäus       | 21/03/1961    | 7    | 0     | Borussia Mönchengladbach | 2     | 0    | 0          | 0                                          | 0           |
| Aanval             |                       |               |      |       |                          |       |      |            |                                            |             |
| 8                  | Klaus Fischer         | 27/12/1949    | 39   | 30    | 1. FC Köln               | 6     | 2    | 1          | 0                                          | 0           |
| 9                  | Horst Hrubesch        | 17/04/1951    | 16   | 5     | Hamburger SV             | 5     | 1    | 1          | 0                                          | 0           |
| 11                 | Karl-Heinz Rummenigge | 25/09/1955    | 52   | 25    | Bayern München           | 7     | 5    | 0          | 0                                          | 0           |
| 13                 | Uwe Reinders          | 19/01/1955    | 1    | 0     | Werder Bremen            | 3     | 1    | 0          | 0                                          | 0           |
| 16                 | Thomas Allofs         | 17/11/1959    | 0    | 0     | Fortuna Düsseldorf       | 0     | 0    | 0          | 0                                          | 0           |
| Bondscoach         |                       |               |      |       |                          |       |      |            |                                            |             |
| Vlag van Duitsland | Jupp Derwall          | 10/03/1927    |      |       |                          |       |      |            |                                            |             |

## WK-wedstrijden

### Groep B
|                        |                           |           |                                       |                                                                           |
| 16 juni 1982 17:15 uur | West-Duitsland            | 1 – 2     | Algerije                              | El Molinón, Gijón Toeschouwers: 42.000 Scheidsrechter: Enrique Labo (PER) |
| 16 juni 1982 17:15 uur | Karl-Heinz Rummenigge 67' | (details) | 54' Rabah Madjer 68' Lakhdar Belloumi | El Molinón, Gijón Toeschouwers: 42.000 Scheidsrechter: Enrique Labo (PER) |

|                        |                                                                                               |           |                     |                                                                           |
| 20 juni 1982 17:15 uur | West-Duitsland                                                                                | 4 – 1     | Chili               | El Molinón, Gijón Toeschouwers: 42.000 Scheidsrechter: Bruno Galler (SUI) |
| 20 juni 1982 17:15 uur | Karl-Heinz Rummenigge 9' Karl-Heinz Rummenigge 57' Karl-Heinz Rummenigge 66' Uwe Reinders 81' | (details) | 90' Gustavo Moscoso | El Molinón, Gijón Toeschouwers: 42.000 Scheidsrechter: Bruno Galler (SUI) |

|                        |                    |           |            |                                                                            |
| 25 juni 1982 17:15 uur | West-Duitsland     | 1 – 0     | Oostenrijk | El Molinón, Gijón Toeschouwers: 41.000 Scheidsrechter: Bob Valentine (SCO) |
| 25 juni 1982 17:15 uur | Horst Hrubesch 10' | (details) |            | El Molinón, Gijón Toeschouwers: 41.000 Scheidsrechter: Bob Valentine (SCO) |

### Eindstand
| Land           | Wed | Win | Gel | Ver | DV | DT | +/− | Pnt |
| -------------- | --- | --- | --- | --- | -- | -- | --- | --- |
| West-Duitsland | 3   | 2   | 0   | 1   | 3  | 1  | 2   | 4   |
| Oostenrijk     | 3   | 2   | 0   | 1   | 6  | 3  | 3   | 4   |
| Algerije       | 3   | 2   | 0   | 1   | 5  | 5  | 0   | 4   |
| Chili          | 3   | 0   | 0   | 3   | 3  | 8  | –5  | 0   |

### Groep 2
|                        |           |       |                |                                                                                             |
| 28 juni 1982 21:00 uur | Engeland  | 0 – 0 | West-Duitsland | Estadio Santiago Bernabéu, Madrid Toeschouwers: 90.089 Scheidsrechter: Arnaldo Coelho (BRA) |
| 28 juni 1982 21:00 uur | (details) |       |                | Estadio Santiago Bernabéu, Madrid Toeschouwers: 90.089 Scheidsrechter: Arnaldo Coelho (BRA) |

|                       |                        |           |                                         |                                                                                            |
| 2 juli 1982 21:00 uur | Spanje                 | 1 – 2     | West-Duitsland                          | Estadio Santiago Bernabéu, Madrid Toeschouwers: 90.000 Scheidsrechter: Paolo Casarin (ITA) |
| 2 juli 1982 21:00 uur | Jesús María Zamora 82' | (details) | 60' Pierre Littbarski 75' Klaus Fischer | Estadio Santiago Bernabéu, Madrid Toeschouwers: 90.000 Scheidsrechter: Paolo Casarin (ITA) |

### Eindstand
| Land           | Wed | Win | Gel | Ver | DV | DT | +/− | Pnt |
| -------------- | --- | --- | --- | --- | -- | -- | --- | --- |
| West-Duitsland | 2   | 1   | 1   | 0   | 2  | 1  | 1   | 3   |
| Engeland       | 2   | 0   | 2   | 0   | 0  | 0  | 0   | 2   |
| Spanje         | 2   | 0   | 1   | 1   | 1  | 2  | –1  | 1   |

### Halve finale
|                       |                                                                                                 |                |                                                                                         |                                                                                                  |
| 8 juli 1982 21:00 uur | West-Duitsland                                                                                  | 3 – 3 (a.e.t.) | Frankrijk                                                                               | Estadio Ramón Sánchez Pizjuán, Sevilla Toeschouwers: 63.000 Scheidsrechter: Charles Corver (NED) |
| 8 juli 1982 21:00 uur | Pierre Littbarski 17' Karl-Heinz Rummenigge 102' Klaus Fischer 108'                             | (details)      | 26' (pen.) Michel Platini 92' Marius Trésor 98' Alain Giresse                           | Estadio Ramón Sánchez Pizjuán, Sevilla Toeschouwers: 63.000 Scheidsrechter: Charles Corver (NED) |
| 8 juli 1982 21:00 uur | Strafschoppen                                                                                   |                |                                                                                         | Estadio Ramón Sánchez Pizjuán, Sevilla Toeschouwers: 63.000 Scheidsrechter: Charles Corver (NED) |
| 8 juli 1982 21:00 uur | Manfred Kaltz Paul Breitner Uli Stielike Pierre Littbarski Karl-Heinz Rummenigge Horst Hrubesch | 5 – 4          | Alain Giresse Manuel Amoros Dominique Rocheteau Didier Six Michel Platini Maxime Bossis | Estadio Ramón Sánchez Pizjuán, Sevilla Toeschouwers: 63.000 Scheidsrechter: Charles Corver (NED) |

### Finale
|                        |                                                             |           |                   |                                                                                             |
| 11 juli 1982 20:00 uur | Italië                                                      | 3 – 1     | West-Duitsland    | Estadio Santiago Bernabéu, Madrid Toeschouwers: 90.000 Scheidsrechter: Arnaldo Coelho (BRA) |
| 11 juli 1982 20:00 uur | Paolo Rossi 56' Marco Tardelli 69' Alessandro Altobelli 81' | (details) | 83' Paul Breitner | Estadio Santiago Bernabéu, Madrid Toeschouwers: 90.000 Scheidsrechter: Arnaldo Coelho (BRA) |